# 감격시대: 투신의 탄생
『감격시대 : 투신의 탄생 (感激時代 : 鬪神의 誕生)』은 2014년 1월 15일부터 2014년 4월 3일까지 방송 되었던 특별기획드라마로 1985년 스포츠서울에 연재한 작가 방학기의 감격시대 원작을 모티브로 극화하여, 1930년대 김두한과 시라소니 이성순을 모티브로 혼합한 신정태(가상 인물)의 이야기를 그린 드라마이다.
당초 2013년 11월 20일부터 '비밀'의 차기작으로 방송을 개시할 예정이었지만 제작 지연 문제 때문에 전작인 예쁜 남자 차기작으로 2014년 1월 15일에 방영을 개시하였다.
한편, 본 작품은 SBS 월화 드라마 『야인시대』 (感激時代)의 재탕이란 지적이 있었다.

## 줄거리
1930년대 일제강점기를 시대적 배경으로 하고, 조선, 일본, 중화인민공화국의 나라가 공간적 배경이다. 이러한 배경들을 바탕으로  한.중.일 낭만주먹들이 펼쳐내는 사랑과 의리, 우정의 판타지를 중심으로 이야기가 전개된다.
이 드라마의 초반부는 조선의 신의주에서 조선의 한 소년 신정태와 조선계 일본인 데구치 가야의 인연을 중심으로 이야기가 전개된다. 또한, 일본의 오사카에 위치한 일국회의 수장, 데구치 덴카이는 일본에서 매우 인정받는 위치를 차지하기 위해, 신의주를 시작으로하여 중국의 요충지, 상하이를 강제점령하려는 야욕을 드러낸다.
이 드라마의 중반부는 자신을 중국강도들로부터 살려준 사람이 중국의 단동 단주라는 것을 알게 된 신정태는 그 사람이 누구인지 만나러 가고, 그 사람과 정태의 숨겨진 인연이 드러난다. 또한, 데구치 가야는 자신의 아버지를 죽인 정태 아버지에게 복수의 칼을 갈며, 일국회를 등에 엎고 중국 단동을 일본의 손아귀에 들어가도록 여러 계략을 세운다.
이 드라마의 후반부는 1940년대 초반을 배경으로 세계2차대전이 일어난다. 이를 지켜보던 데구치 덴카이는 자신이 상하이를 일국회의 것으로 만들지 않으면 일국회는 일본정치계에 의해 희생될 것임을 알아채고, 가야를 보내 상하이의 황방을 차지하도록 명령한다. 한편, 정태는 싸움터에서 싸우며 명성을 떨치는데, 의문의 남자가 정태에게 항상 원망하던 자신의 아버지가 죽었다는 것을 알려주고, 정태는 거부하는 반응을 보인다. 그러다가 자신의 잃어버린 동생을 황방에 가면 알 수 있다는 소식을 듣고, 황방의 방주에게 찾아간다. 그 과정에서 정태는 황방의 방주와 자신의 아버지 사이의 거대한 비밀과 음모를 알아낸다.

## 등장 인물
- (†) 표시는 드라마 상으로 사망한 인물입니다.
- (‡) 표시는 드라마 상으로 중도 하차하거나 드라마 상에서 단 한장면도 출연하지 못한 인물입니다.

### 주요 인물
- 김현중 : 신정태 (申正太) 역 (아역 : 곽동연) - 이 드라마의 남주인공.
- 임수향 : 데쿠치 가야 역 (아역 : 주아름) - 이 드라마의 여주인공.
- 진세연 : 김옥련 역 († 1회 ~ 23회)[2] (아역 : 지우) - 이 드라마의 여주인공.

23회에 설두성에 의해 독주를마셔 사망한다.
정태의 주변 인물
- 최재성 : 신영출 역 (†, 특별출연)
- 반세정 : 신청아 역 (아역 : 이지우)
- 손병호 : 최 포수 역 († 2회 ~ 8회)
- 신승환 : 짱똘 역 (‡ 1회 ~ 9회) (아역 : 김동희)
- 김재욱 : 김수옥 역 (5회 ~ 8회)
- 김병기 : 점쟁이 역 ( ~ 9회)
- 김가은 : 소소 역[3] (10회 ~ 24회)
- 소희정 : 목포댁 역
- 이장유 : 김 첨지 역

가야의 주변 인물
- 윤현민 : 도야마 아오키 역 (4회 ~ 24회)[4] - 감격시대의 준 최종 보스 2호.
- 최철호 : 데쿠치 신죠 역 (†, 특별출연)

옥련의 주변 인물
- 신은정 : 김성덕 역 († 3회 ~ 8회)
- 이초희 : 말숙 역 (아역 : 김민하) ( ~ 8회)
- 배누리 : 양양 역

### 관련 인물
일국회
- 김갑수 : 도야마 덴카이 역 († 4회 ~ 21회) - 감격시대의 히든 보스.
- 조동혁 : 엔도 신이치 역 († 1회 ~ 9회, 12회 ~ 21회)
- 최지호 : 아카 역 († 4회 ~ 22회)
- 정진 : 야마모토 역 (10회 ~ 24회)
- 임형준 : 고이치 역 (10회, 11회)
- 조하석 : 사사키 역 (10회)
- 곽승남 : 겐죠 역
- 임세환 : 타마다 역

황방 파
- 최일화 : 설두성 역 († 8회 ~ 24회) - 감격시대의 준 최종 보스 1호.
- 황채원 : 랑랑 역 (10회 ~ 24회)
- 정호빈 : 왕백산 역 († 9회 ~ 24회) - 감격시대의 중간 보스.

24회에서 정재화가 이긴 후에 신정태에 의해 마지막 일격으로 사망한다.
도비노리 패
- 양익준 : 황봉식 역 (1회 ~ 9회)
- 조달환 : 풍차 역 († 1회 ~ 8회)
- 지승현 : 강개 역 (1회 ~ 9회)
- 누엘 : 깝새 역 (1회 ~ 9회)
- 문희경 : 원장 수녀 역 (2회)

모일화 파
- 송재림 : 모일화 역 (4회 ~ 9회, 15회 ~ 24회)[5] - 이 드라마의 서브 남주인공.
- 이준석 : 원평 역 (4회 ~ 9회, 15회 ~ 24회)

모일화의 부하.
정재화 파
- 김성오 : 정재화 역 (9회 ~ 24회)[6] - 이 드라마의 서브 남주인공.
- 김서경 : 망치 역 (10회 ~ 24회)
- 김지훈 : 박치기 역 (10회 ~ 24회)

불곰파
- 이철민 : 불곰 역 († 2회 ~ 7회)
- 엄태구 : 도꾸 역[7] - 감격시대의 서브 빌런.
- 오순태 : 오모가리 역 (2회 ~ 7회)

신마적 파
- 유태웅 : 신마적 역 (‡)
- 서동건 : 차상기 역 (‡)

똥지기 패
- 김뢰하 : 신가점 역 (‡)
- 박철민 : 파리 노인 역[8] (9회, 12회 ~ 24회)
- 여호민 : 마당가 역(‡)

그 외 인물
- 이해인 : 선우진 역 (10회 ~ 24회)
- 정민결 : 단심이 역
- 이관훈 : 광패 역 (13회 ~ 24회)
- 최제헌 : 가야의 호위 무사 역
- 황인무 : 가야의 호위 무사 카즈유키 역
- 하은 : 징징 역
- 홍승진 : 히로시 역 (9회)
- 전헌태 : 조계 경비 위원장 역 (11회 ~ 24회)
- 지성환 : 길거리 낭인 역 (20회)
- 서범식 : 마강 (도박 싸움판 싸움꾼) 역 (1회, 9회)
- 윤원석 : 도박 싸움판 사내 역
- 정재훈 : 정재화 파 조직원 역 (10회)
- 허성태 : 일본 건달 역 (9회)
- 리민 : 국민당 부주석 역 (24회)
- 김재경 : 메이링 역
- 신양균 : 조계 장로 역
- 김필수[9] : 곽전각 역 (24회) - 감격시대의 진 최종 보스.
- 원웅재 : 고쿠보 대좌 역 († 6회, 8회)
- 변주현 : 선장 역
- 이낙준 : 조계 순포 대장 역
- 태항호 : 문복 역
- 최영도 : 고다마 역
- 안상우 : 칼잡이 역
- 고서희 : 칼잡이 아내 역
- 홍기준 : 왕백산의 비서 역 (11회)
- 황금빛
- 기연호
- 차래형
- 홍환표
- 이범왕
- 정한빈
- 노수성
- 이찬희
- 이선호
- 이은형 : 가야의 비서 역 (23회)

## 제작진
- 제작사 : 레이앤모
- 제작 : 윤세현
- 제작이사 : 최명기
- 제작프로듀서 : 감성진, 이소연
- 라인프로듀서 : 양영일, 박민규

## 수상 경력
- 2014년 KBS 연기대상 청소년 연기상 : 곽동연

## 시청률
최저 시청률과 최고 시청률은 시청률 조사회사와 지역별로 시청률에 차이가 있을 수 있습니다.
| 2014년      | 2014년      | 2014년         | 2014년       | 2014년         | 2014년       |
| 회차        | 방송일      | TNmS 시청률    | TNmS 시청률  | AGB 시청률     | AGB 시청률   |
| 회차        | 방송일      | 대한민국(전국) | 서울(수도권) | 대한민국(전국) | 서울(수도권) |
| ----------- | ----------- | -------------- | ------------ | -------------- | ------------ |
| 제1회       | 1월 15일    | 7.9%           | 9.2%         | 7.8%           | 7.7%         |
| 제2회       | 1월 16일    | 7.8%           | 9.2%         | 7.7%           | 7.6%         |
| 제3회       | 1월 22일    | 8.9%           | 9.2%         | 9.6%           | 10.3%        |
| 제4회       | 1월 23일    | 7.8%           | 8.7%         | 7.9%           | 8.4%         |
| 제5회       | 1월 29일    | 6.6%           | 7.5%         | 7.0%           | 7.9%         |
| 제6회       | 1월 30일    | 7.9%           | 8.7%         | 8.3%           | 8.8%         |
| 제7회       | 2월 5일     | 7.0%           | 8.0%         | 8.4%           | 8.8%         |
| 제8회       | 2월 6일     | 7.4%           | 8.2%         | 8.9%           | 9.7%         |
| 제9회       | 2월 12일    | 8.8%           | 9.4%         | 10.0%          | 10.7%        |
| 제10회      | 2월 13일    | 9.9%           | 11.6%        | 11.4%          | 12.8%        |
| 제11회      | 2월 19일    | 8.8%           | 9.1%         | 10.3%          | 10.8%        |
| 제12회      | 2월 20일    | 8.2%           | 9.8%         | 9.8%           | 10.2%        |
| 제13회      | 2월 26일    | 8.7%           | 9.3%         | 9.3%           | 9.7%         |
| 제14회      | 2월 27일    | 8.9%           | 10.3%        | 9.7%           | 10.1%        |
| 제15회      | 3월 5일     | 10.0%          | 10.9%        | 12.0%          | 12.7%        |
| 제16회      | 3월 6일     | 10.3%          | 11.6%        | 12.5%          | 13.3%        |
| 제17회      | 3월 12일    | 10.7%          | 12.2%        | 12.2%          | 13.2%        |
| 제18회      | 3월 13일    | 10.0%          | 11.4%        | 12.6%          | 13.2%        |
| 제19회      | 3월 19일    | 9.8%           | 10.2%        | 11.0%          | 11.1%        |
| 제20회      | 3월 20일    | 10.8%          | 12.4%        | 12.1%          | 12.8%        |
| 제21회      | 3월 26일    | 10.0%          | 11.4%        | 11.6%          | 12.3%        |
| 제22회      | 3월 27일    | 10.3%          | 10.9%        | 12.3%          | 13.6%        |
| 제23회      | 4월 2일     | 9.8%           | 10.4%        | 11.1%          | 11.5%        |
| 제24회      | 4월 3일     | 10.7%          | 11.6%        | 12.3%          | 13.5%        |
| 평균 시청률 | 평균 시청률 | 9.0%           | 10.1%        | 10.2%          | 10.9%        |

## 참고 사항
- 이 작품에서 나오지 못한 배우들은 신마적 역의 유태웅, 차상기 역의 서동건, 신가점 역의 김뢰하, 마당가 역의 여호민이 전부이다.
- 진세연, 이해인은 SBS 주말 특별기획 드라마 《다섯 손가락》 이후로 2년만에 재회하는 작품이다.
- 최일화, 이해인은 MBC 월화 드라마 《히트》 이후로 7년만에 재회하는 작품이다.

## 동시간대 드라마
- SBS 드라마스페셜 《별에서 온 그대》
- SBS 드라마스페셜 《쓰리 데이즈》
- MBC 수목미니시리즈 《미스 코리아》
- MBC 수목미니시리즈 《앙큼한 돌싱녀》